# گل‌افرا
گل‌افرا یا گلفرا، روستایی در دهستان انزان شرقی بخش مرکزی شهرستان بندرگز استان گلستان ایران است.

## جمعیت
بر پایه سرشماری عمومی نفوس و مسکن در سال ۱۳۹۵ جمعیت این مکان ۶۶۸ نفر (۲۲۳خانوار) بوده‌است.